# Tomosvaryella sonorensis
Tomosvaryella sonorensis är en tvåvingeart som först beskrevs av Cole 1923.  Tomosvaryella sonorensis ingår i släktet Tomosvaryella och familjen ögonflugor. Inga underarter finns listade i Catalogue of Life.